# Plutoni(IV) oxide
Plutoni(IV) Oxide là một hợp chất vô cơ có thành phần gồm hai nguyên tố plutoni và oxy, với công thức hóa học được quy định là PuO2. Hợp chất tồn tại dưới dạng một chất rắn, có điểm nóng cao và là hợp chất chính yếu của nguyên tố plutoni. Hợp chất này có khả năng thay đổi màu sắc từ màu vàng sang màu xanh ôliu, phụ thuộc vào kích thước hạt, nhiệt độ và phương pháp sản xuất.

## Tính chất
Plutoni(IV) Oxide là một vật liệu gốm ổn định với độ hòa tan rất thấp trong nước và sở hữu điểm nóng chảy cao (2.744 ℃). Điểm nóng chảy này đã được điều chỉnh tăng vào năm 2011, với mức tăng vài trăm độ, dựa trên bằng chứng từ các nghiên cứu nóng chảy nhanh chóng bằng laser để tránh bị lẫn tạp chất bằng bất kì vật liệu hay chất nào.
Do sự phân rã phóng xạ alpha của plutoni, PuO2 ấm lên khi chạm vào. Cũng như tất cả các hợp chất plutoni, hợp chất này được kiểm soát theo Hiệp ước không phổ biến vũ khí hạt nhân.

## Độc tính
Các hoạt tính do hợp chất plutoni(IV) Oxide trong cơ thể thay đổi theo cách thức mà nó được sử dụng. Vì nó không hòa tan, khi ăn phải, một phần lớn sẽ được loại bỏ khỏi cơ thể khá nhanh trong chất thải của cơ thể. Ở dạng hạt, hợp chất này có kích thước hạt nhỏ hơn 10 miChromiet (0,01 mm) độc nếu hít vào do phát xạ alpha.